# Katarzyna Gardzina-Kubała
Katarzyna Krystyna Gardzina-Kubała (obecnie Gardzina) (ur. 6 grudnia 1976 w Warszawie) – polska dziennikarka i publicystka kulturalna, krytyk muzyczny i baletowy, autorka książek dla dzieci o balecie.

## Życiorys
Ukończyła studia na Wydziale Lingwistyki Stosowanej i Filologii Wschodniosłowiańskich Uniwersytetu Warszawskiego (2000, rusycystyka) oraz podyplomowe studia dziennikarskie na tej samej uczelni (2002). W roku 2005 uzyskała absolutorium Akademii Muzycznej im. F. Chopina (Studia Teorii Tańca).
Pracę dziennikarską rozpoczęła w dziale kultury Trybuny, przez wiele lat była krytykiem muzycznym Życia Warszawy. Współpracowała z większością polskich czasopism muzycznych, m.in. Ruch Muzyczny, Muzyka21, Twoja Muza, Playbill – Scena Polska, Place for Dance, czasopisma teatrów operowych w Warszawie i Poznaniu.
Od wielu lat regularnie zamieszcza recenzje i artykuły na temat tańca i baletu w Ruchu Muzycznym, współpracuje z portalem taniecpolska.pl publikując teksty publicystyczne i krytyczne na temat baletu. Stale publikuje w programach teatralnych do spektakli baletowych oraz w prasie lokalnej. Współpracowała z wydawnictwem Studio Blok, współtworząc (od 2008) serię książek dla dzieci Bajki baletowe.
Jedna z założycieli Ogólnopolskiego Klubu Miłośników Opery „Trubadur”, na łamach kwartalnika klubowego „Trubadur” opublikowała wiele tekstów i wywiadów z artystami opery i baletu. Prowadzi blog baletowy Na czubkach palców.
W roku 2014 i 2023 była członkinią komisji jurorskiej opiniującej spektakle na Polską Platformę Tańca '14.
Pracuje w Polskiej Operze Królewskiej (od 2019) w Dziale Promocji i Marketingu jako Specjalista ds. wydawnictw.

## Działalność
- Jest administratorem baletowego forum dyskusyjnego balet.pl.
- Napisała ponad sto książeczek – komentarzy do serii oper, baletów i operetek w zbiorze Kolekcja La Scala.
- Prowadziła zajęcia fakultatywne wg autorskiego programu Teatr muzyczny i świat mediów w VII Liceum Ogólnokształcącym im. Słowackiego w Warszawie.
- Wspólnie ze Sławomirem Woźniakiem zrealizowała warsztaty poświęcone baletowi w warszawskim Och-Teatrze (2010).
- Prowadziła cykl spotkań z artystami opery i baletu w klubokawiarni „Lokal Użytkowy” oraz w ramach Fundacji „Terpsychora” spotkania z ludźmi tańca i warsztaty dla dzieci w warszawskiej Galerii Apteka Sztuki.
- W latach 2008–2010 pracowała na stanowisku sekretarza literackiego Teatru Wielkiego – Opery Narodowej w Warszawie.
- W 2008 roku wraz z gronem krytyków tańca podjęła próbę reaktywacji kwartalnika „Taniec”.
- W 2010 roku opracowała cykl 25 krótkich felietonów z zakresu historii i teorii tańca w ramach kolekcji „Taniec i balet”, wydanej przez Wydawnictwo AGORA.
- Współpracuje z Instytutem Muzyki i Tańca.
- Popularyzatorka transmisji na żywo w kinach i innych ośrodkach światowych spektakli teatralnych (współpracuje z Cikanek Film Sp. z o.o., zajmującą się dystrybucją transmisji operowych, baletowych i teatralnych do kin).
- Od września 2024 wraz z Katarzyną Sanocką prowadzi autorską audycję radiową w Drugim Programie Polskiego Radia „Pas de deux – dwójkowy magazyn taneczny”.

## Ważniejsze publikacje (wybór)
- Balet – nie-męska sprawa?[8]
- Wyjść spod drążka[9]
- Wszystko wszędzie naraz[10]
- A może szkoła baletowa?[11]
- Od Bejarta do Acosty[12]
- Lekcje tańca u „Andre” – o Andrzeju Glegolskim[13]
- Suma wyobrażeń. O bogactwie i prostocie w choreografiach Krzysztofa Pastora[14]
- Zadania krytyki baletowej[15]
- Przełom nie zawsze przełomowy. Przemiany w polskim balecie po roku ’89[16]
- Drugie życie baletu. Rekonstrukcje, przeniesienia, licencje[17]
- Hobby: tancerz[18]
- Obsesje i perwersje Matsa Eka[19]